# Verdun (Canada)
Verdun is een voormalige stad op het Île de Montréal in het zuidwesten van de Canadese provincie Québec. In 2002 werd Verdun als arrondissement een deel van Montréal.
De stad werd in 1671 gesticht en was een van de eerste steden van Canada. In 1956 werd het Île des Sœurs aan Verdun toegevoegd, en in 2002 werd de gemeente Verdun samengevoegd met de stad Montréal.
Verdun wordt het van het centrum van Montréal gescheiden door het Canal de l'Aqueduc. Het ligt vlak bij de Champlain Bridge, de belangrijkste brug van Montréal naar de zuidoever van de Saint Lawrencerivier. Op 3 september 1978 begon de metro van Montréal in Verdun te rijden.
Verdun is een arbeiderswijk. In het begin van de 20e eeuw was de meerderheid van de bevolking Engelstalig, maar tegenwoordig is de meerderheid Franstalig. Het is een van de weinige gebieden in Quebec waar bars zijn verboden; restaurants met een bar zijn er wel toegestaan.

## Bekende inwoners
- Maynard Ferguson (1928), trompettist
- Dorothea Rockburne (1934)